# 壓力襪

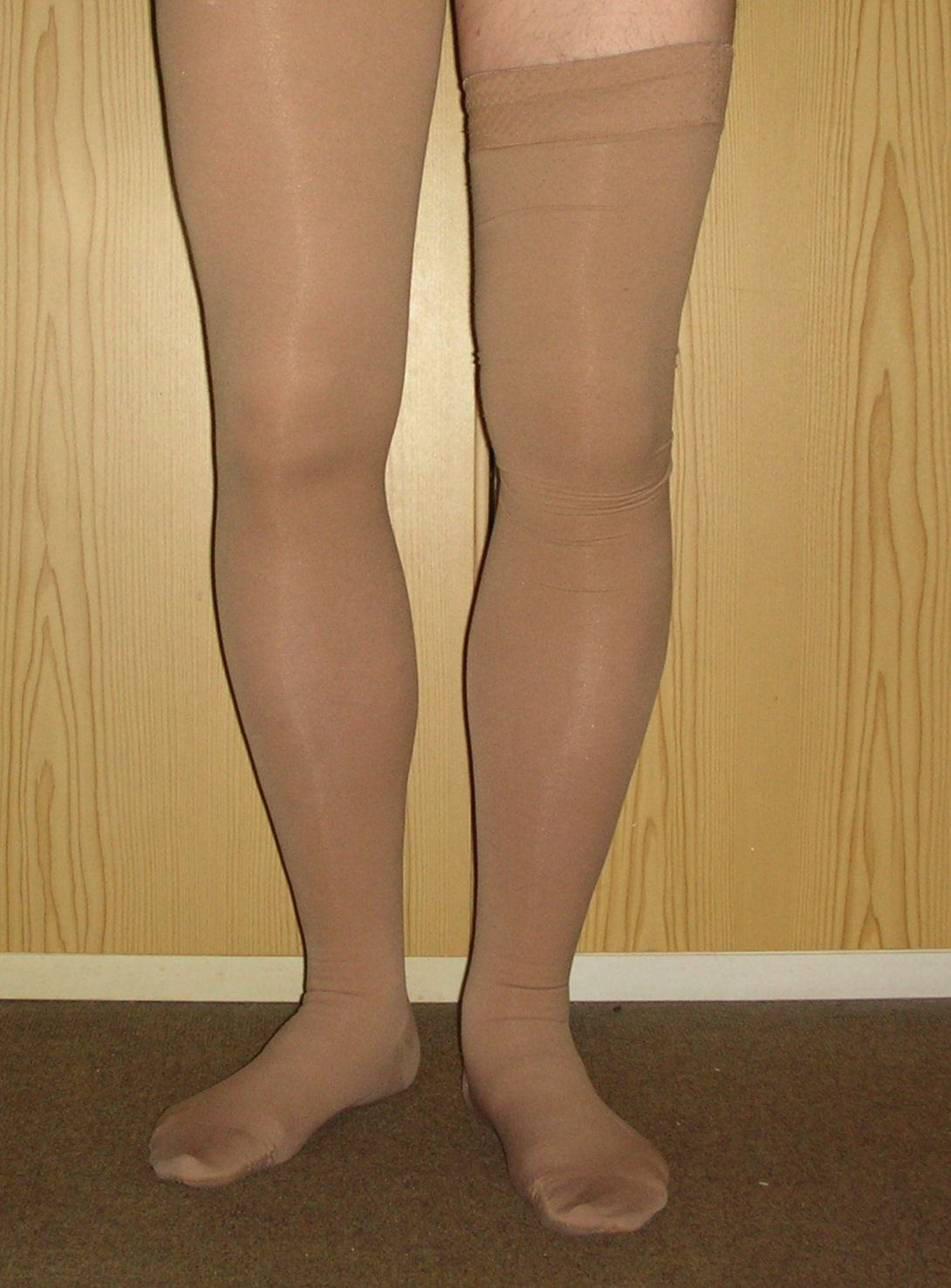
一對壓力襪

壓力襪（英語：Compression stockings），又稱彈性襪，是一種有助舒緩腿部靜脈曲張的襪，比一般的襪子緊身，壓力由下而上漸減，所以是下緊上鬆，以腳踝的位置壓力最大，壓力往小腿上部遞減。由於長期站立或靜脈瓣膜閉鎖出現問題時，血液或會因地心引力而不能順利經靜脈往上流動，導致下肢出現靜脈曲張及產生不適，而透過壓力襪從小腿外部施加適當的壓力，可促進小腿靜脈的血液往大腿回流，從而減輕腿部靜脈曲張的情況，壓力襪因此成為物理治療的一種用品。

## 腿部靜脈曲張的成因
人體血液循環系統中的血管，可分為靜脈和動脈，靜脈是供血液流回心臟，靜脈的血壓較動脈低，若要把血液克服地心引力，從下而上回流到心臟，需要依靠肌肉收縮才可將血液往上推。為了防止血液倒流，在靜脈的內壁，每隔約幾英吋便有一對瓣膜，只容許血液單向流動。不過，一旦出現靜脈瓣膜的功能減弱，或者未能完全閉合，血液便會倒流。由於小腿在人體的位置是距離心臟最遠的肢體，如果血液回流不順，血液積聚在下肢，靜脈要承受的壓力增加，血管壁便會擴張，形成腿部靜脈曲張。這個情況常見於要經常站立工作的人員，如零售業的售貨員、餐廳的廚師和侍應等，除此之外，也常見於身形肥胖的人士及孕婦。除了久站會有腿部靜脈曲張的問題，在狹窄的座位長期坐著也會發生經濟艙症候群，導致深靜脈栓塞與肺血栓，此症發生時會有死亡風險，而穿壓力襪有助預防此症的發生。

## 設計及原理
壓力襪是要在腿部增加外在壓力，減少血液在小腿積聚，由於小腿和腳部都要有足夠血液供給，所以壓力襪不是要阻止血液經動脈流到到小腿，而是通過壓力協助在靜脈的血液往上回流。其設計是在腳踝施加最高的壓力，並順着腿部向上的膝蓋遞減。這種往上遞減的壓力變化，可促進下肢靜脈血液回流到心臟，減輕腿部靜脈瓣膜所承受的壓力，因此可緩解或改善腿部的靜脈曲張。壓力襪雖然有助腿部靜脈曲張，但壓力不可過大，也不適合作為美體用途，不宜在晚上穿著睡覺。壓力襪除了要滿足壓力分佈的要求外，材質的透氣性也同樣重要，因為透氣性太低會妨礙散熱及使汗水揮發，容易造成皮膚問題，一般會參考ISO 9237織物透氣性標準進行測試。